# Решетнік Григорій Іванович
Григо́рій Іва́нович Реше́тнік (17 жовтня 1983, Миколаїв) — український телеведучий, актор, режисер, диктор, шоумен, громадський діяч.

## Робота на телебаченні та радіо

### Ведучий
- «Неймовірна правда про зірок» (СТБ),
- «Холостяк» (СТБ),
- «Холостячка» (СТБ),
- пост-шоу «Як вийти заміж» (СТБ)

### Бренд-войс
- Інтер (травень 2006—лютий 2007),
- 1+1 (березень 2007—листопад 2009),
- 2+2 (грудень 2009—вересень 2010),
- Наше радіо (жовтень 2010—травень 2011)

### Диктор
- «Танці з зірками. 1-3 сезони» (2006—2007, 1+1),
- «Дольчевіта» (2009),
- «Файна Юкрайна» (2010—2011),
- «ШоуМанія» (2014, Новий канал),
- «Під прицілом» (2009—2010),
- «Чудо Люди» (2010),
- «СТОП10» (2010, ICTV),
- «Паралельний світ» (2007—2012),
- «Мосфільм. Невідома версія» (2008—2010),
- «У пошуках істини» (2008—2011),
- «Моя правда» (2008—2014),
- «Холостяк. 2-4 сезони» (2012—2014),
- «Врятуйте нашу сім'ю» (2013),
- «Зважені та щасливі. 3-4 сезони» (2013—2014),
- «МастерШеф. 3-4 сезони» (2013—2014),
- «Неймовірна правда про зірок» (2010—2014, СТБ)

## Життєпис
Народився у Миколаєві у сім'ї Івана Григоровича Решетніка і Ольги Вікторівни Решетнік.

## Кар'єра

### Телепроєкти
- 2005 — ведучий і журналіст освітянських проектів «В нас все вийде», «Цей день в історії», телеканал «Перший національний»
- 2006 — журналіст прес-служби політичної партії
- 2006—2007 — бренд-голос телеканалу «Інтер»
- 2006—2007 — диктор проєкту «Танці із зірками», «Танці із зірками 2», «Танці із зірками 3. Ліга чемпіонів», телеканал «1+1»
- 2006—2009 — ведучий ранкової рубрики «Під ключ», програма «Ранок з „1+1“
- 2007—2009 — бренд-голос телеканалу „1+1“
- 2007—2012 — диктор програми „Паралельний світ“, телеканал „СТБ“
- 2008 — режисер майданчика проєкту „Фабрика зірок 2. Україна“, телеканал „Новий канал“
- 2008—2010 — диктор програми „Мосфільм. Невідома версія“, телеканал „СТБ“
- 2008—2011 — диктор програми „В пошуках істини“, телеканал „СТБ“
- 2008—2014 — диктор програми „Моя правда“, телеканал „СТБ“
- 2009 — диктор програми „Дольчевіта“, телеканал „Новий канал“
- 2009 — диктор програми „Катастрофи“, телеканал „1+1“
- 2009—2010 — бренд-голос телеканалу „2+2“
- 2009—2010 — диктор програми» Під прицілом", телеканал «ICTV»
- 2010 — диктор програми «Чудо люди», телеканал «ICTV»
- 2010 — диктор програми «Стоп 10», телеканал «ICTV»
- 2010—2011 — бренд-голос радіостанції «Наше радіо»
- 2010—2011 — диктор програми «Файна Юкрайна», телеканал «Новий канал»
- 2010—2014 — ведучий і диктор програми «Неймовірна правда про зірок», (співведуча Анна Свірідова (2010—2011 рр.), Надія Мейхер (2011—2014 рр.)), телеканал «СТБ»
- 2012—2014 — ведучий і диктор шоу «Холостяк. 2 сезон», «Холостяк. 3 сезон», «Холостяк. 4 сезон», телеканал «СТБ»
- 2012 — ведучий фінального пост-шоу «Як вийти заміж», телеканал «СТБ»
- 2013 — диктор програми «Врятуйте нашу сім'ю», телеканал «СТБ»
- 2013—2014 — диктор програми «Зважені та щасливі. 3 і 4 сезон», телеканал «СТБ»
- 2013—2014 — диктор програми «МастерШеф. 3 та 4 сезон», телеканал «СТБ»
- 2014 — диктор програми «ШоуМанія», телеканал «Новий канал»

### Фільмографія
- 2006 — «Ми про вас пам'ятаємо» (роль — солдат), телеканал «Інтер»
- 2013 — серіал «Єфросинія» (роль — режисер), телеканал «Україна», телеканал «Росія»

### Церемонії
- 2008, 2010 — офіційний голос народної премії «Телезірка»
- 2010—2011 — офіційний голос загальнонаціональної програми  «Людина року»
- 2012 — ведучий загальнонаціональної програми  «Людина року» (співведучий Юрій Горбунов)
- 2013 — ведучий «Вечір пам'яті Михайла Вороніна» (співведучий Олексій Дівєєв-Церковний)

## Громадська позиція
У липні 2018 року у рамках спецпроєкту телеканалу СТБ по підтримці ув'язненого у Росії українського режисера Олега Сенцова записав відео, де він читає фрагмент твору Олега «Собака».
У тому ж 2018 році долучився до благодійного фотопроєкту «Щирі. Свята», присвяченого українському народному костюму та його популяризації. Проєкт було реалізовано зусиллями ТЦ «Домосфера», комунікаційної агенції Gres Todorchuk та Національного центру народної культури «Музей Івана Гончара». Увесь прибуток, отриманий від продажу виданих календарів, було передано на реконструкцію музею. Кожен місяць у календарі присвячено одному з традиційних українських свят, на яке вказують атрибути та елементи вбрання.